# Agelanthus myrsinifolius
Agelanthus myrsinifolius là một loài thực vật có hoa trong họ Loranthaceae. Loài này được (Engl. & K.Krause) Polhill & Wiens mô tả khoa học đầu tiên năm 1992.